# Radeče
Radeče (njemački: Ratschach) je grad i središte istoimene općine u središnjoj Sloveniji, južno od Celja i istočno od Ljubljane. Grad pripada pokrajini Dolenjskoj i statističkoj regiji Savinjskoj.

## Stanovištvo
Prema popisu stanovništva iz 2002. godine Radeče su imale 2.296 stanovnika.

## Vanjske poveznice
- Službena stranica općine
- Satelitska snimka grada  Arhivirana inačica izvorne stranice od 29. srpnja 2017. (Wayback Machine)